# Cantó de Poitiers-5
El cantó de Poitiers-5 és un cantó francès del departament de la Viena, situat al districte de Poitiers. Compta amb 4 municipi i part del de Poitiers.

## Municipis
- Croutelle
- Fontaine-le-Comte
- Ligugé
- Poitiers (part)
- Vouneuil-sous-Biard

## Història
| Data d'elecció                           | Identitat         | Partit                     | Qualitat |
| ---------------------------------------- | ----------------- | -------------------------- | -------- |
| 1973-1976                                | Pierre Vertadier  | UDR                        |          |
| 1976-1982                                | Raoul Fournier    | PS                         |          |
| 1982-1994                                | Maurice Girault   | UDF                        |          |
| 1994-                                    | Jean-Pierre Jarry | RPR, després Divers droite |          |
| les dades anteriors no són pas conegudes |                   |                            |          |
|                                          |                   |                            |          |